# Шлезингер, Джеймс
Джеймс Родни Шлезингер (англ. James Rodney Schlesinger; 15 февраля 1929, Нью-Йорк — 27 марта 2014, Балтимор, Мэриленд) — американский государственный деятель, директор Центральной разведки (1973, февраль-июль), министр обороны США (1973—1975), министр энергетики США (1977—1979).

## Биография
Родился в Нью-Йорке в семье еврейских эмигрантов из Литвы и Австрии. Во взрослом возрасте стал лютеранином.
Окончил Гарвардский университет, получив в 1950 году степень бакалавра, в 1952 году — магистра и в 1956 году — доктора экономики.
В 1955—1963 годах — ассистент, а затем доцент экономики в Виргинского университета. Одновременно в 1962—1963 годах работал консультантом Совета управляющих Федеральной резервной системы.
В 1963—1967 годах — член руководства компании «Рэнд Корпорейшн», выполнявшей военные заказы. В 1967—1969 годах возглавлял в ней отделение стратегических исследований.
В 1969—1970 годах — помощник, а затем исполняющий обязанности заместителя директора Административно-бюджетного управления. В 1970—1971 годах — помощник директора Административно-бюджетного управления.
В 1971—1973 годах — председатель Комиссии по атомной энергии.
21 декабря 1972 года назначен президентом Ричардом Никсоном директором Центральной разведки и главой ЦРУ. 23 января 1973 года утвержден Сенатом, 2 февраля вступил в должность. Возглавлял ЦРУ до 2 июля 1973 года.

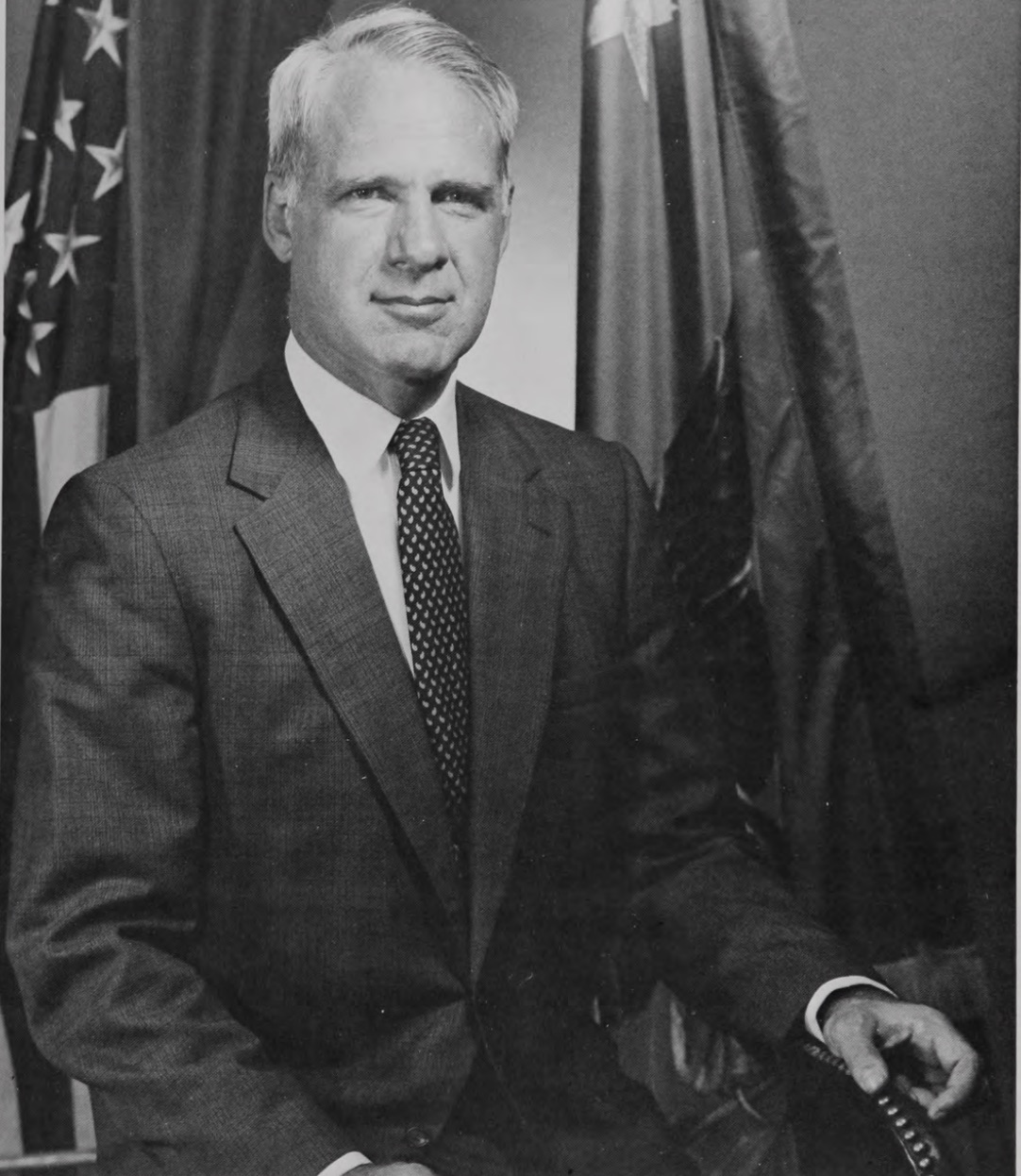
Шлезингер на посту министра обороны в середине 1970-х

С июля 1973 по ноябрь 1975 года — министр обороны США. Выступал против массивной поставки оружия Израилю когда тот находился в критической ситуации во время Войны Судного Дня (1973), т.к. опасался объявления эмбарго арабских стран на поставку нефти.
C августа 1977 по август 1979 года — министр энергетики в правительстве президента-демократа Джимми Картера, создавшего Министерство энергетики США.
После отставки с поста министра энергетики работал в качестве старшего советника банка Lehman Brothers, работал в предвыборном штабе кандидата в президенты в США Ричарда Гепхарда в 1988 году.
В 2002 году президент Джордж Уокер Буш ввёл его в состав Совета по внутренней безопасности, также Шлезингер был консультантом министерства обороны США и членом Совета по оборонной политике,
входил в совет директоров ряда компаний: Mitre Corporation, BNFL,Inc., Peabody Energy, Sandia Corporation, Seven Seas Petroleum Company, был председателем исполнительного комитета Центра Ричарда Никсона и членом редакционного совета журнала The National Interest.

## Личная жизнь
В 1954 году женился на Рэйчел Лайн Меллинджер (англ. Rachel Line Mellinger, 1930—1995), в браке у них было восемь детей (4 сына и 4 дочери). Рэйчел была прекрасным скрипачом и членом правления Арлигтонского симфонического оркестра. В начале 1990-х годов она организовала сбор средств в целях создания Центра исполнительских искусств в Виргинии на берегу реки Потомак, но умерла до завершения строительства Центра. После её смерти пожертвовал 1 миллион долларов, чтобы Центр был назван в честь Рэйчел.

## Сочинения
- Schlesinger, James R. America at Century's End. New York: Columbia University Press, 1989. ISBN 0-231-06922-7 OCLC 19268030
- Schlesinger, James R. American Security and Energy Policy. Manhattan, Kan: Kansas State University, 1980. OCLC 6699572
- Schlesinger, James R. Defense Planning and Budgeting: The Issue of Centralized Control. Washington: Industrial College of the Armed Forces, 1968. OCLC 3677
- Schlesinger, James R. The Political Economy of National Security; A Study of the Economic Aspects of the Contemporary Power Struggle. New York: Praeger, 1960. OCLC 1473931